# Alessandra Pescosta
Alessandra Cristina Pescosta (ur. 16 maja 1973 w Bolzano) – włoska snowboardzistka. Jej najlepszym wynikiem olimpijskim jest 16. miejsce w halfpipe’ie na igrzyskach w Salt Lake City. Na mistrzostwach świata najlepszy wynik uzyskała na mistrzostwach w Berchtesgaden, gdzie zajęła 5. miejsce w halfpipe’ie. Najlepsze wyniki w Pucharze Świata osiągnęła w sezonie 2001/2002, kiedy to zajęła 6. miejsce w klasyfikacji halfpipe’a.
W 2005 r. zakończyła karierę.

## Sukcesy

### Igrzyska olimpijskie
| Miejsce | Dzień     | Rok  | Miejscowość    | Konkurencja | Zwycięzca    |
| ------- | --------- | ---- | -------------- | ----------- | ------------ |
| 24.     | 12 lutego | 1998 | Nagano         | Halfpipe    | Nicola Thost |
| 16.     | 10 lutego | 2002 | Salt Lake City | Halfpipe    | Kelly Clark  |

### Mistrzostwa Świata
| Miejsce | Dzień       | Rok  | Miejscowość          | Konkurencja | Zwycięzca             |
| ------- | ----------- | ---- | -------------------- | ----------- | --------------------- |
| 8.      | 24 stycznia | 1996 | Lienz                | Halfpipe    | Carolien van Kilsdonk |
| 25.     | 24 stycznia | 1997 | San Candido          | Halfpipe    | Anita Schwaller       |
| 5.      | 16 stycznia | 1999 | Berchtesgaden        | Halfpipe    | Kim Stacey            |
| 37.     | 27 stycznia | 2001 | Madonna di Campiglio | Halfpipe    | Doriane Vidal         |
| 12.     | 16 stycznia | 2003 | Kreischberg          | Halfpipe    | Doriane Vidal         |
| 13.     | 22 stycznia | 2005 | Whistler             | Halfpipe    | Doriane Vidal         |

### Puchar Świata

#### Miejsca w klasyfikacji generalnej
- 1995/1996 - -
- 1996/1997 - 31.
- 1997/1998 - 61.
- 1998/1999 - 30.
- 1999/2000 - 16.
- 2000/2001 - 49.
- 2001/2002 - -
- 2002/2003 - -
- 2003/2004 - -
- 2004/2005 - -

#### Miejsca na podium
1. Olang – 2 marca 1997 (Halfpipe) - 2. miejsce
2. Zell am See – 15 grudnia 1999 (Snowcross) - 3. miejsce
3. Morzine – 8 stycznia 2000 (Snowcross) - 3. miejsce
4. Berchtesgaden – 8 lutego 2001 (Halfpipe) - 2. miejsce